# Macario de Egipto
Macario de Egipto, el Viejo o el Grande (ca. 300 - 390) fue un ermitaño egipcio, que es considerado uno de los Padres del Desierto, y es venerado como santo por las Iglesias copta, católica y ortodoxa.

## Hagiografía
Originario del alto Egipto, a la edad de 30 años es miembro de una colonia monástica al oeste del delta del Nilo en el lugar llamado Deir Abu Makar. Discípulo de San Antonio, notable por su precoz santidad, por lo cual se le apodaba el «joven anciano».
Sacerdote a los 40 años, se dijo que poseía los dones de la sanación y de la profecía. Fue firme opositor a la herejía de Arrio, por lo que, hacia el 374, estuvo exiliado en una isla del Nilo, castigado por el obispo arriano Lucio de Alejandría. Regresó, sin embargo, al desierto para ahí terminar sus días, con más de 90 años, hacia el año 391.
Es conocido como uno de los Padres del Yermo o del Desierto. Se le atribuyen 50 homilías griegas. Su memoria litúrgica se celebra el 19 de enero, según el rito romano. Antes de la reforma litúrgica promovida por el Concilio Vaticano II, su memoria tenía lugar el 15 de enero.